# Il balcone (Manet)
Il balcone (Le balcon) è un dipinto del pittore francese Édouard Manet, realizzato nel 1868 e conservato al museo d'Orsay di Parigi.

## Storia

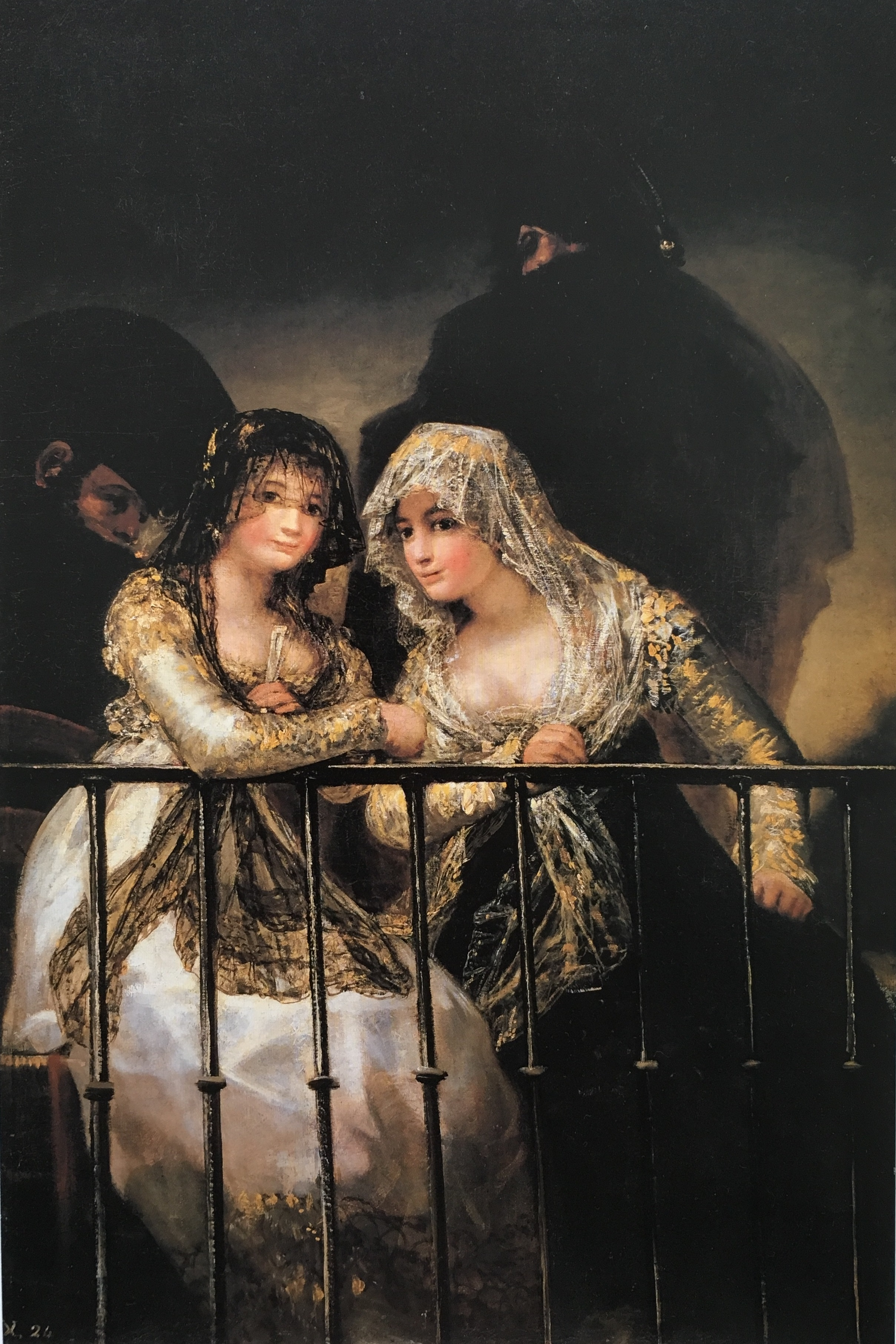
Francisco Goya, Majas al balcone (1808-1814); olio su tela, collezione privata, Svizzera

Manet ha meditato a lungo su questo progetto. Immediatamente emerge la somiglianza con le Majas al balcone di Francisco Goya, quadro che certamente ebbe l'opportunità di ammirare a Madrid e che gli fornì la struttura globale dell'opera. Majas al balcone raffigura un soggetto di genere, con due voluttuose donne che si sussurrano all'orecchio frasi incomprensibili, senza tuttavia staccare gli occhi dall'osservatore, dal quale sono separate solo da una scura ringhiera. Altra importante fonte figurativa furono le Dame veneziane di Carpaccio, dal quale Manet prese ispirazione per le asimmetrie e i tagli improvvisi del proprio dipinto.
Per l'esecuzione de Il balcone Manet riunì un gruppo di quattro suoi intimi amici, tutti sulla ventina: Fanny Claus, Antoine Guillemet, Léon Leenhoff e Berthe Morisot. Di Fanny Claus abbiamo scarsissime notizie, e sappiamo solo che quando il dipinto venne esposto aveva ventidue anni e suonava discretamente il violino. Antoine Guillemet, ventisettenne quando Manet eseguì Il balcone, era un pittore paesaggista che al suo tempo godeva di grandissima popolarità. Léon Leenhoff è invece il presunto figlio di Manet: non disponiamo di una documentazione adeguata per accertare la sua paternità, anche se si suppone che il pittore abbia generato Léon con Suzanne, una giovane insegnante olandese della quale si era perdutamente infatuato. Berthe Morisot era una splendida ragazza che, divenuta un'intima amica di Manet (non sappiamo, né sapremmo mai con certezza, se poi la simpatia si trasformò mai in intimità, come teorizzano alcuni), fece ne Il balcone la sua prima, tumultuosa comparsa nell'autobiografia artistica del pittore.

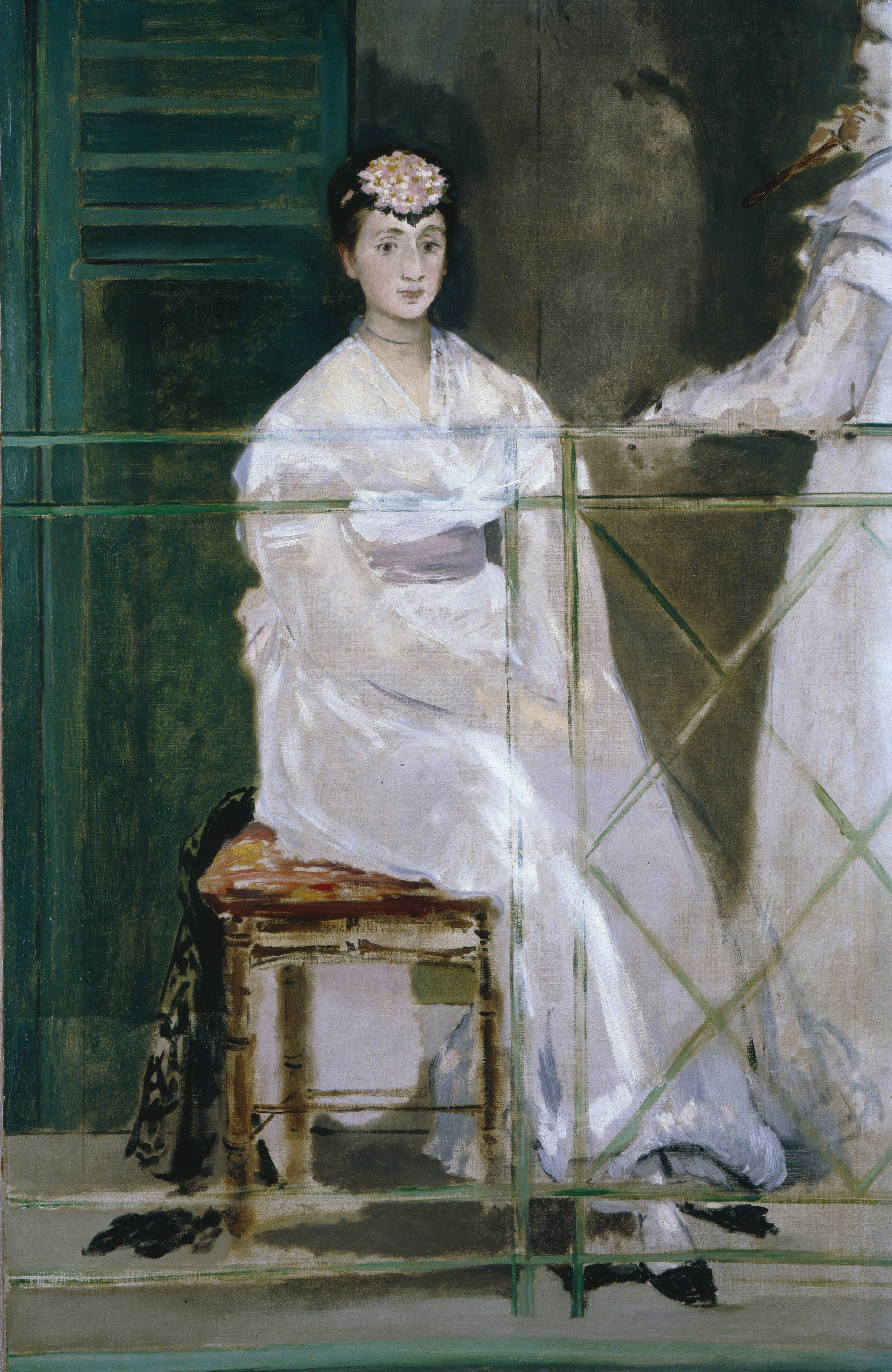
Édouard Manet, Ritratto di Mademoiselle Claus (1868); olio su tela, Ashmolean Museum, Oxford

Malgrado l'aspetto talora compendiario della stesura, Manet lavorò a Il balcone con grande accuratezza. Eseguì innanzitutto bozzetti individuali dei vari modelli, facendoli posare nel proprio atelier, per poi ricomporli globalmente in un ritratto di gruppo, ancora provvisorio. Le sedute di posa furono estenuanti. Manet si ritrovò costretto a ritrarre Antoine Guillemet ben quindici volte (e, anche alla quindicesima, non era pienamente convinto del risultato ottenuto), e si lamentò con un amico che Fanny Claus era stata «atroce», non sappiamo perché angosciata dalle lunghe sedute di posa o perché riteneva che il pittore non avesse reso in maniera adeguata la sua bellezza. Nonostante queste difficoltà, il dipinto poté dirsi portato a compimento nel 1869, e nello stesso anno fu esposto al Salon. La reazione dei critici, come di consueto, fu impietosa e scandalizzata: Gautier asserì che Manet «era in concorrenza con gli imbianchini», e il caricaturista Cham ironizzò sprezzante: «Chiudete le imposte!». Neanche Berthe Morisot apprezzò particolarmente il dipinto, tanto che confidò alla sorella che si vedeva «più strana che brutta», aggiungendo che «pare che l'epiteto di donna fatale sia circolato fra i curiosi». Le perplessità, in effetti, furono molte, e Manet non riuscì a trovare un acquirente, tanto che si ritrovò costretto a mantenersi il quadro nel proprio atelier. Qui vi stette fino alla morte del pittore, dopo la quale venne acquistato dall'amico Gustave Caillebotte, instancabile promotore dell'arte manetiana. Dopo la morte del Caillebotte, il dipinto venne consacrato all'ufficialità del museo: dopo esser entrato nel 1894 al Musée du Luxembourg e nel 1929 al Louvre, nel 1986 Il balcone trovò la propria collocazione definitiva nel museo d'Orsay, dov'è tuttora esposto.
Quest'opera ispirò altri artisti, che la rivisitarono nel corso del tempo.
Nel 1950 il pittore belga René Magritte rielaborò in chiave surreale l'opera di Manet. Nel 2011 il quadro venne nuovamente rivisitato dall'artista contemporaneo italiano Nicola Soriani.

## Descrizione
L’inquadratura scelta da Manet è inusuale e ardita. La rappresentazione, infatti, è suddivisa in tre piani spaziali, dei quali il primo segue l'andamento della ringhiera, il secondo è compresso nel riquadro scuro delle persiane e il terzo è individuato dalla parete all'interno della stanza. Manet, infatti, sceglie di disporre tutti e quattro i personaggi al di là della ringhiera verde, la quale ci fornisce anche delle indispensabili indicazioni sullo status sociale dei quattro effigiati. Seppur presenti già nei palazzi nobiliari dei secoli precedenti, i balconi si erano diffusi a macchia d'olio in seguito al radicale intervento urbanistico del barone Haussmann, il quale in nome delle nuove norme igieniche sovrappose all'antica città medievale una nuova maglia funzionale di strade, scenografici boulevard e splendide piazze. Lungo i nuovi allineamenti stradali vennero edificati palazzi sontuosi come quelli aristocratici, dotati di facciate monumentali e di balconi, così da rendere il centro di Parigi il salotto buono della nuova borghesia urbana. La ringhiera verde, dunque, ci suggerisce che i quattro modelli sono di chiara estrazione sociale alto-borghese e che vivono in una dei quartieri più ricchi ed eleganti di Parigi.
Prima di procedere con l'effettiva descrizione del quadro bisogna inoltre ribadire il ruolo simbolico svolto dal salotto. Così come il simbolo del potere aristocratico era la corte, il luogo simbolico di rappresentazione del ceto dominante ottocentesco, ovvero la borghesia, è la casa, e nella fattispecie il salotto. Molto spesso, inoltre, i salotti erano dotati di balconi, ovvero quegli scenari architettonici che valicano le pareti del ventre domestico e lo espongono all'esterno, così che tutti ne possano riconoscere lo status di sede del potere. È utile in tal senso ricorrere all'analogia con la balconata del teatro, dalla quale gli spettatori non solo guardano lo spettacolo, bensì fanno anche spudoratamente sfoggio di sé. Fanny, Antoine, Léon e Berthe si stanno probabilmente affacciando dal loro balcone per assistere a una parata avente luogo nel sottostante boulevard: Manet, tuttavia, non si focalizza sull'evento, bensì sui quattro personaggi, colti nel loro «esporsi» al mondo esterno. Per ribadire che i quattro effigiati godono di un notevole benessere economico Manet indugia inoltre su vari particolari, tutti molto eloquenti: non solo il vaso con le ortensie e il cagnolino, probabilmente addestrato per difendere le ricchezze custodite nella casa, ma anche gli abiti raffinati e i vari accessori eleganti.

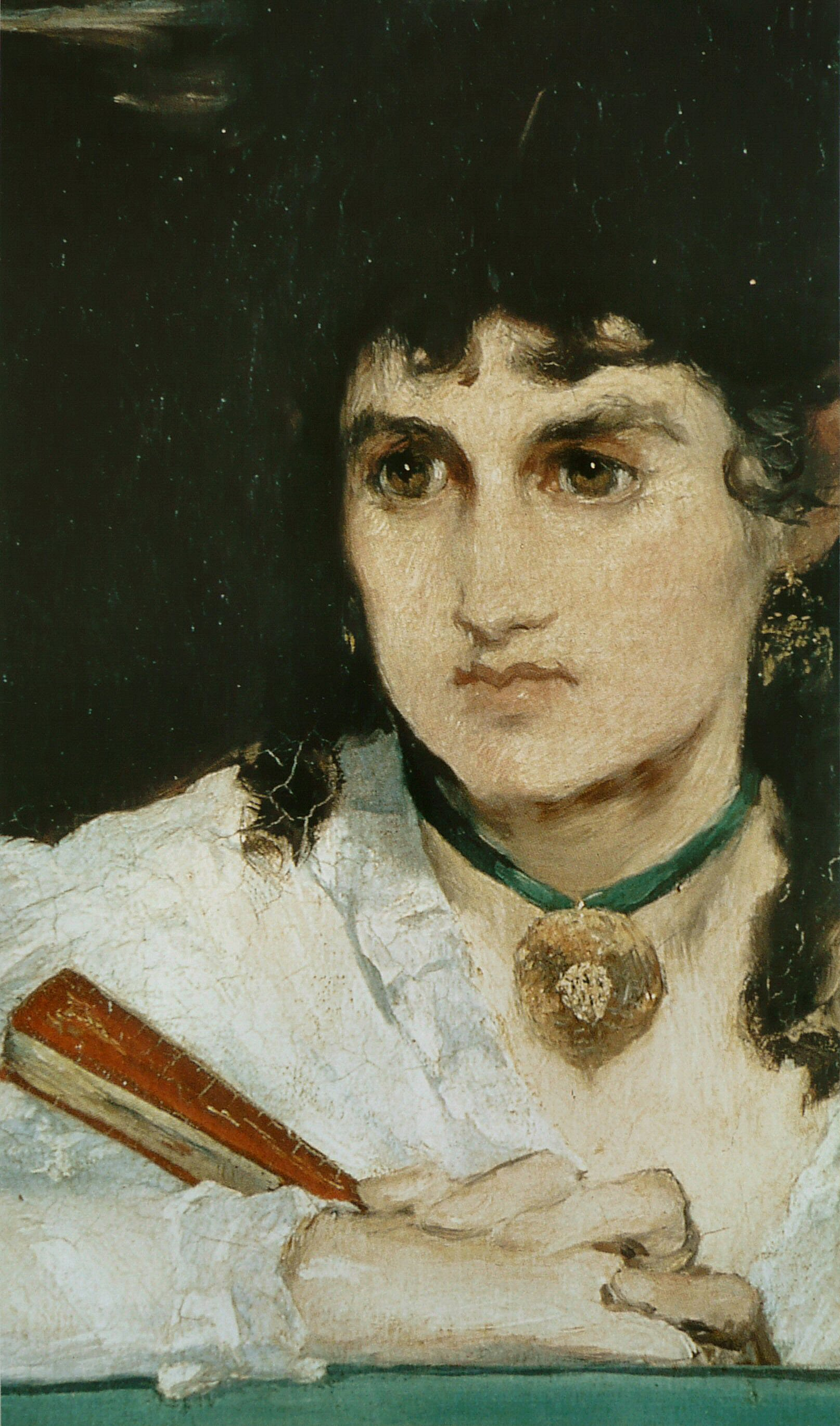
Il balcone, dettaglio di Berthe

Questa solenne scenografia, tuttavia, si mescola a una malinconia palpabile e disillusa. Berthe è l'unico personaggio seduto e si appoggia alla ringhiera del balcone, della quale è una consenziente prigioniera: ha l'aria di un'inaccessibile eroina romantica, e il suo sguardo assorto tradisce una tristezza dolce e pacata. Fanny è elegantemente vestita (basti per tutti il bouquet floreale nella sua acconciatura) e si sta calzando senza fretta dei guanti alle mani: ha la testa leggermente reclinata, gli occhi sono compassionevoli e sembra possedere una costituzione molto fragile, dato anche il pallore dell'incarnato. Fra le braccia, inoltre, regge un ombrellino verde. Dietro le due donne si erge invece la figura possente di Antoine, autorevole icona del potere borghese: egli, infatti, volge il suo sguardo lontano, con un piglio altero e distaccato, ed è pienamente consapevole del proprio prestigio sociale ed economico, tanto che è colto mentre si fuma una sigaretta con tranquilla alterigia, mentre emerge senza fretta dal cono d'ombra della stanza. Alle spalle di tutti, nell'ombra della stanza, si aggira invece l'ombra silenziosa di Léon con un vassoio in mano. Quello che colpisce della composizione è tuttavia il fatto che le quattro figure non si parlano, e volgono lo sguardo verso direzioni completamente differenti, come se stessero seguendo il filo invisibile dei loro pensieri. Pur essendo collocati accanto sembrano fra loro lontanissimi, e vi sono anche alcune interpretazioni che vi vedono un simbolo della solitudine che isola e annienta gli individui. Il surrealista René Magritte probabilmente pensò questo quando vide per la prima volta la tela, tanto che nel 1950 la reinterpretò in una propria creazione, dove l'impianto formale è ripreso fedelmente dal quadro Manet, ma al posto dei personaggi borghesi sono state inserite quattro bare lignee, nelle medesime pose e angolazioni. Appare improbabile, tuttavia, che questa sia il significato originario che Manet abbia attribuito al dipinto.
Dal punto di vista formale anche in questo quadro Manet rinunciò alla prospettiva e alle dolci variazioni chiaroscurali e adottò forme piatte, contorni ben nitidi e forti contrasti cromatici, memore della lezione delle stampe giapponesi. La tavolozza di Manet in questo quadro è dominata dall'acidità del verde e del blu della cravatta di Antoine, nonostante alcune note di colore tentino di smorzarne l'intensità, come l'ocra dei guanti di Fanny o i toni cerulei delle ortensie. Oltre alla tripartizione dei piani (della quale abbiamo già parlato), è significativo ricordare che il dipinto è inondato da una luce molto intensa, eppure innaturale, in quanto nonostante la sua brutalità non riesce a penetrare all'interno della stanza, che in effetti rimane buia.